# Településföldrajz
A településföldrajz a társadalomföldrajz egyik ága, mely a települések kialakulásával, térbeli elhelyezkedésével, a települések belső szerkezetével foglalkozik. Két nagy ága különült el, a városföldrajz és a faluföldrajz.

## Kialakulása, története
A településföldrajz kialakulása a 19. század második felére tehető. Korai képviselője Friedrich Ratzel, aki a települések nagyság és funkció szerinti megoszlásával, illetve az ember lakóhelyére gyakorolt hatásával foglalkozott.
A modern településföldrajzi kutatások a 20. század elején kezdődtek meg, kezdetben a települések fekvését és a települések tájhoz fűződő viszonyát vizsgálták. A településmorfológia a települések alaprajzával, belső szerkezetével foglalkozik. A településhierarchia a településhálózatok felépítését, a városok és falvak alá-fölérendeltségi viszonyait kutatja, első képviselői Walter Christaller és August Lösch.

## Tárgya, rokontudományai
A településföldrajz számos rokontudományra támaszkodik, ezek közül a legfontosabb a szociológián belül a településszociológia, mely a település társadalmának rétegződésével és a települések társadalmi jelenségeivel foglalkozik.
Fontos rokontudomány még az építészettudomány, mely a települések arculatát, morfológiáját vizsgája. A települések komplex vizsgálatára jött létre az interdiszciplináris jellegű urbanisztika, mely ötvözi a településekkel foglalkozó tudományok ismeretit.